# Władysław Ciesielski (powstaniec styczniowy)
Władysław Ciesielski (ur. w 1842 roku w Krakowie – zm. 14 maja 1893 roku) – powstaniec styczniowy, dziennikarz i literat.
Walczył w Górach Świętokrzyskich. Publikował w Głosie Stanisławowskim, w czerniowieckiej Gazecie Polskiej i w Kurierze Stanisławowskim.
Pochowany na Cmentarzu Sapieżyńskim w Stanisławowie.